# 프로페셔널 그래픽스 컨트롤러

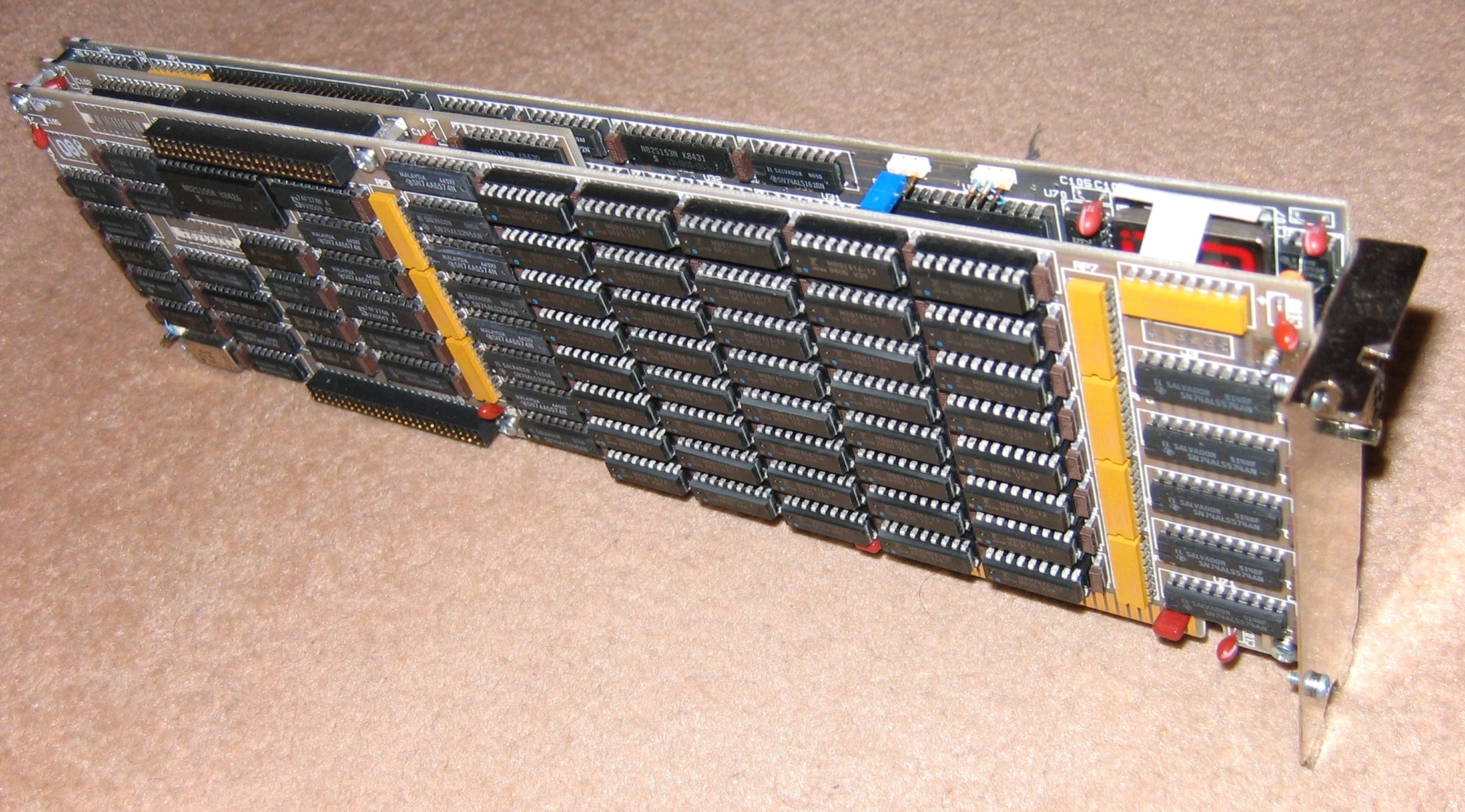
IBM PGC

프로페셔널 그래픽스 컨트롤러(Professional Graphics Controller)는 IBM에서 1984년 4,290달러에 발표한 IBM PC XT용 그래픽 카드로 2D와 3D 가속 기능이 있다.
640*480 해상도에 4096 팔레트 중에 256컬러를 표현할 수 있으며 내부 점퍼 조작으로 CGA 에뮬레이션도 지원한다. 외형은 3장의 ISA 카드로 구성되어 있으며 2개의 ISA 슬롯을 차지한다. 가속 기능을 위한 프로세서(인텔 8088)와 68kB 롬, 320kB 램(프레임 버퍼 300kB), 4비트 DAC을 내장하고 있다. 화면 출력은 DE9 비디오 아웃 커넥터로 전용 모니터가 필요하지만 표준 9pin to 15pin 컨버터를 사용하면 삼성 SyncMaster 500s Plus에서도 표시 가능하다고 한다.
매트록스 PG640과 PG1280, NEC MVA1024, 에버렉스 EPGA, 오키드 TurboPGA, 버몬트 마이크로시스템스 IM640이 PGC와 일부 호환된다고 한다.